# Làzar Gluskin
Làzar Gluskin (rus: Лазарь Матвеевич Глускин)  (Bakhmut, 10 de març de 1922 - Khàrkiv, 15 d'abril de 1985) va ser un matemàtic soviètic.
Gluskin va néixer a Artemovsk (actual Bakhmut, óblast de Donetsk) en una família jueva. El 1939 va iniciar els estudis universitaris de matemàtiques a la universitat de Khàrkiv, que es van veure interromputs per la invasió alemanya durant la Segona Guerra Mundial, quan Gluskin va ser mobilitzat i va combatre contra els alemanys i contra els japonesos, motiu pel qual va rebre diferents guardons patriòtics.
Acabada la guerra, el 1946 va reprendre els estudis a la universitat de Khàrkiv, en la qual es va graduar el 1949 i doctorar el 1952 amb una tesi dirigida per Anton Suixkévitx. Des del 1950 va ser professor de la universitat Pedagògica de Khàrkiv i, a partir de 1958, de l'institut metal·lúrgic i miner de Kommunarsk (actual Altxevsk). El 1965 va obtenir una càtedra a la universitat de radio-electricitat de Khàrkiv, però la seva salut es va començar a espatllar i el 1968 va deixar les responsabilitats de catedràtic per a fer només tasques docents.
Gluskin va ser editor de diferents revistes científiques d'àlgebra i va publicar articles de recerca amb aportacions notables a la teoria dels semigrups, especialment a la seva representació amb endomorfismes.